# Текнико Университарио
«Те́книко Университа́рио» (исп. Club Deportivo Técnico Universitario) — эквадорский футбольный клуб из города Амбато. В настоящий момент выступает в Серии А чемпионата Эквадора по футболу.

## История
Клуб основан 26 марта 1971 года, первый официальный матч провела 12 сентября того же года, против команды «Америка Амбато». В высшем дивизионе Эквадора «Текнико Университарио» дебютировал в 1978 году, и провёл в нём в общей сложности на сегодняшний день 24 сезона.
Лучшим результатом клуба в чемпионатах Эквадора, являются вторые места в сезонах 1978 и 1980 годов, эти результаты позволили клубу принять участие в Кубке Либертадорес в 1979 и 1981 годах, но в обоих случаях «Текнико Университарио» выбывал на групповой стадии, занимая последнее, четвёртое место в своей группе. В 1997 году клуб принял участие в розыгрыше Кубка КОНМЕБОЛ, и уступил в первом раунде перуанскому Университарио.
«Текнико Университарио» — типичная «команда-лифт». С середины 1990-х годов клуб за неполные 20 лет успел шесть раз вылететь и вновь возвратится в Серию А.
Домашние матчи клуб проводит на стадионе «Бельявиста», вмещающем 18 000 зрителей. Принципиальным соперником команды является клуб «Макара».

## Стадион
Домашней ареной клуба является стадион «Бельявиста», вмещающий порядка 16 500 зрителей.
Стадион был построен в 1945 году. Четыре года спустя был поврежден землетрясением, произошедшим в провинции Тунгурауа . Спустя год в 1950 году после восстановления и перестройки был заново открыт.
Был одним из мест проведения Кубка Америки Эквадор 1993 года.
Помимо «Текнико Университарио» на данном стадионе проводят свои домашние матчи сразу несколько футбольных клубов из города Амбато — принципиальный соперник клуб «Макара», «Мушук Руна», «Америка Амбато», «Тунгурауа» и другие.

## Достижения
- Вице-чемпион Эквадора (2): 1978, 1980
- Чемпион Серии B (6): 1977-E2, 1981-E2, 1999, 2002, 2011, 2017

## Участие в южноамериканских кубках
- Кубок Либертадорес (2):
  - Групповой этап — 1979
  - Групповой этап — 1981
- Кубок КОНМЕБОЛ (1):
  - Первый раунд — 1997

## Сезоны по дивизионам
- Серия А Эквадора (29): 1978—1981, 1982—1993, 1996—1998, 2000, 2003, 2008—2009, 2012, 2018—н.в.
- Серия B Эквадора (20): 1975—1977, 1981, 1994—1995, 1999, 2001—2002, 2004—2007, 2010—2011, 2013—2017
- Сегунда Эквадора (4): 1971—1974